# إسحاق أريئيلي
إسحاق أريئيلي (بالعبرية: יצחק אריאלי‏) (من مواليد 1896 - وتوفي في 5 أبريل 1974) كان حاخامًا إسرائيليًا رائدًا.
في عام 1966، مُنح الحاخام أرييلي جائزة إسرائيل في الأدب الحاخامي. 

## سيرة شخصية
وُلد أرييلي عام 1896 في البلدة القديمة في القدس، التي كانت آنذاك جزءًا من الإمبراطورية العثمانية، ودرس في مدرسة تورات حاييم ومدرسة عيتس حاييم في القدس.
كان من مؤسسي حي «كريات شموئيل» وحي «نيفي شاعانان» في وسط القدس. كما كان الزعيم الروحي لحي «كنيسيت يسرائيل» حيث كان يسكن.
نشأت صداقة قوية بينه وبين راف كوك بعد وصول الأخير إلى القدس عام 1921، وأصبح أحد طلابه الرائدين.
حفيده آشر أريئيلي محاضر كبير في مدرسة «مير» الدينية اليهودية. حفيدته يائيل ويلنر قاضية في المحكمة العليا في إسرائيل.

## الجوائز والتكريم
- في عام 1966، مُنح الحاخام أرييلي جائزة إسرائيل في الأدب الحاخامي.[2]
- سمي شارع في بيتار عيليت باسمه، كما سمي أحد الشوارع في حي نخلوت في مدينة القدس باسم أحد كتبه «أنايم لميشبات».

## الأعمال المنشورة
- أنايم لميشبات
- شيرات ها جيئولاه
- مدراش أرييلي